# Хассель, Ульрих фон
Кристиа́н А́вгуст У́льрих фон Ха́ссель (нем. Christian August Ulrich von Hassell; 12 ноября 1881, Анклам, Померания, — 8 сентября 1944, Берлин) — немецкий дипломат. Активный участник заговора против Адольфа Гитлера.

## Семья и образование
Родился в семье обер-лейтенанта Ульриха фон Хасселя и его жены Маргарет. Окончил гимназию принца Генриха (1899). Изучал право и экономику в университетах Лозанны, Тюбингена и Берлина (1899—1903). В книге историков Роджера Мэнвелла и Генриха Френкеля «Июльский заговор» говорится: «Хассель был патрицием по рождению и воспитанию, аристократом и интеллектуалом, избравшим дипломатическую карьеру».
В 1911 году женился на Ильзе фон Тирпиц, дочери адмирала Альфреда фон Тирпица. 
В семье было четверо детей: 
- Алмут (1912-1991),
- Вольф Ульрих ([1913-1999), немецкий дипломат в ООН, женат на Кристе фон Штудниц, дочери генерал-лейтенанта Богислава фон Штудница
- Иоганн Дитрих (1916-2005),  директор Siemens, женат на Элизабет Фрейн фон Рихтгофен
- Фей[нем.] (1918—2010), автор книги Niemals sich beugen – Erinnerungen einer Sondergefangenen der SS, в которой она рассказывает о своем времени, проведенном в качестве родственной ответственной за преступление, совершенное членом семьи,  замужем за Детальмо Пирцио Бироли[нем.], трое детей [3]).

## Дипломат
Служил в Циндао (германской колонии в Китае) и Лондоне. С 1909 работал в центральном аппарате министерства иностранных дел. В 1911—1914 — вице-консул в Генуе.
Во время Первой мировой войны вступил в армию в чине гауптмана (капитана) резерва. 8 сентября 1914 года во время битвы на Марне был тяжело ранен в грудь. Затем работал советником и личным секретарём адмирала Тирпица, биографию которого он написал после войны (опубликована в 1920). В 1916 году временно оставил дипломатическую службу и был назначен правительственным советником в Штеттин. С 1917 — первый директор Союза прусских районов в Берлине. Придерживался консервативных политических взглядов. В 1917 году был членом-учредителем основанной Тирпицем Немецкой отечественной партии. После окончания войны вступил в правую Немецкую национальную народную партию.
В 1919 году вернулся на дипломатическую службу и был назначен советником посольства в Риме. В 1921—1926 — генеральный консул в Барселоне, в 1926—1930 — посланник в Копенгагене, в 1930—1932 — посланник в Белграде, в 1932—1938 — посол в Риме. Первоначально положительно отнёсся к приходу к власти Гитлера и в 1933 году вступил в нацистскую партию. Но очень скоро изменил своё отношение к режиму, был решительным противником создания «оси Рим — Берлин» и заключения Антикоминтерновского пакта. Считал, что Италия будет слишком слабым союзником для Германии. В результате в начале 1938 года он был отозван из Рима, но официально остался на дипломатической службе. Это произошло в рамках «чистки» армии и внешнеполитического ведомства от недостаточно лояльных нацистам деятелей.

## Деятель антинацистской оппозиции
В начале Второй мировой войны он руководил делегацией, направленной в страны Северной Европы с тем, чтобы успокоить правительства этих государств, опасавшихся немецкого вторжения. К тому времени фон Хассель уже участвовал в консервативной оппозиции Гитлеру, лидером которой был Карл Фридрих Гёрделер. Участвовал в подготовке планов государственного переворота, планировался на пост министра иностранных дел в постнацистском правительстве страны (другим кандидатом был экс-посол в Москве граф Вернер фон дер Шуленбург).
Участник заговора Ханс Бернд Гизевиус так характеризует фон Хасселя:

Обладавший превосходным юмором, находчивостью дипломата и безошибочностью своих коренных политических взглядов, он остаётся одной из самых ярких фигур германского движения Сопротивления. Особой благодарности заслуживает этот человек за то, что умел примирять различные темпераменты и воззрения.

## Арест, суд, казнь
В июле 1944 года после неудачного покушения на Гитлера фон Хассель в числе других участников заговора был арестован. Находясь в тюрьме, сказал содержавшемуся вместе с ним в заключении Фабиану фон Шлабендорфу: «Моя смерть очевидна. Когда выйдете отсюда, пожалуйста, передайте привет моей жене. Скажите, что в последние минуты я буду думать о ней». Младшие дочь и сын фон Хасселя были арестованы.
7-8 сентября он предстал перед Народной судебной палатой, мужественно вёл себя на процессе. Был приговорён к смертной казни через повешение. Казнён 8 сентября в тюрьме Плётцензее.

## Дневники фон Хасселя
После Второй мировой войны были опубликованы дневники фон Хасселя (которые он некоторое время прятал в чайной коробке, зарытой во дворе его дома в Баварии), ставшие важным свидетельством деятельности различных антигитлеровских групп.